# Štip
Štip (mazedonisch bzw. albanisch indefinit Shtip: [ʃtip]; kyrillisch Штип; albanisch definit Shtipi; türkisch İştib) ist eine Stadt im Osten Nordmazedoniens und Verwaltungssitz der gleichnamigen Gemeinde. Die Stadt ist Zentrum der Textilindustrie im Land und wichtiger Stützpunkt der Streitkräfte Nordmazedoniens.

## Geographie

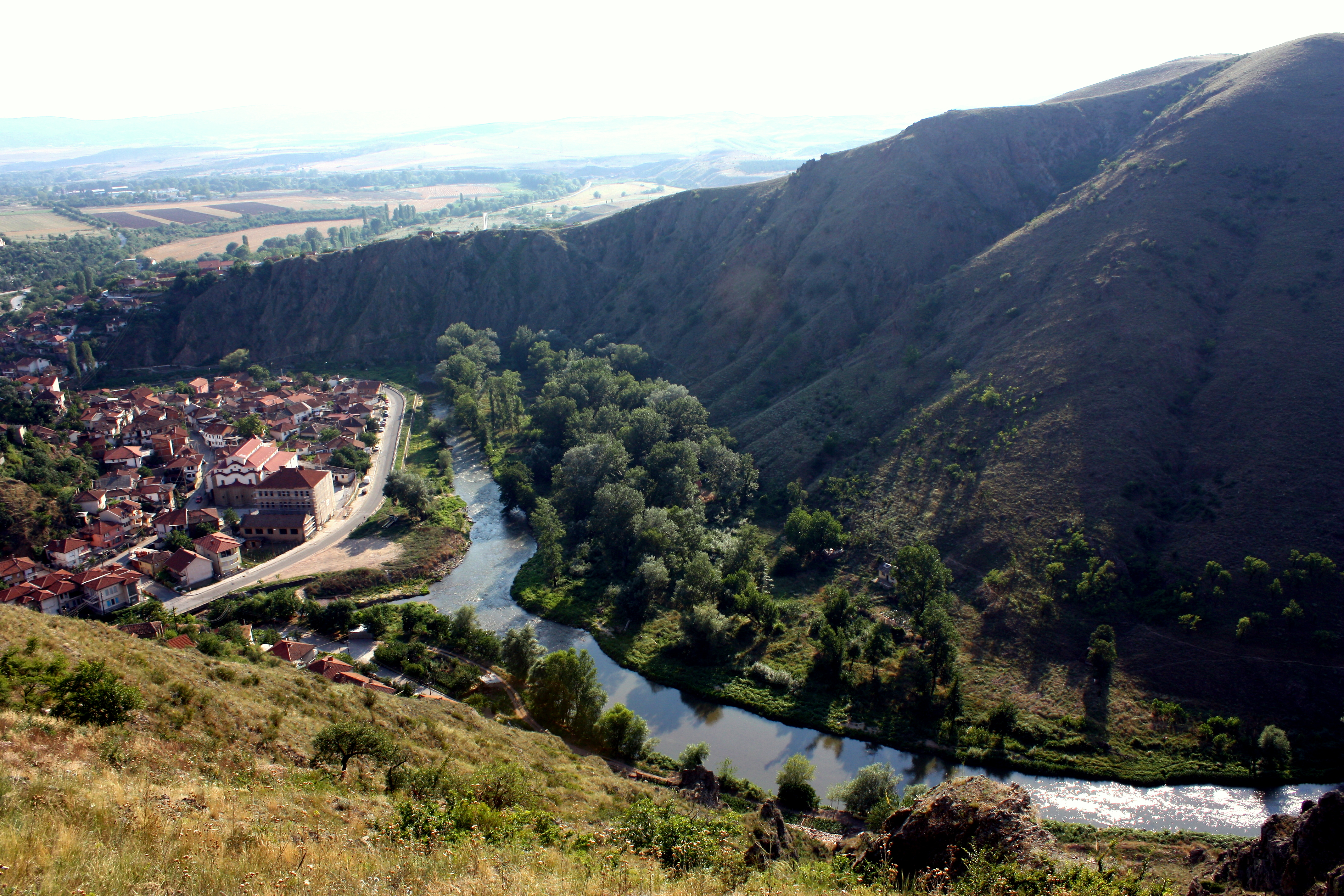
Die Mündung der Otinja in die Bregalnica unterhalb des Festungshügels Isar im Westen der Stadt

Štip liegt im östlichen Teil Nordmazedoniens, am südöstlichen Rand der Hochebene Ovče Pole auf einer Meereshöhe von 300 Metern. Das Hügelland Jurukluci beginnt sogleich südöstlich der Stadt und erstreckt sich nach Osten. Der ursprüngliche Stadtkern liegt links der Bregalnica, eingebettet zwischen dem Fluss und den vielen Hügeln. Durch die Stadt fließt weiters die Otinja, die Štip in eine nördliche und in eine südliche Hälfte teilt. Die bekannte Hügelfestung Isar ragt im Westen der Altstadt auf 360 Meter über dem Meer empor und liegt an der Mündung der Otinja in die Bregalnica.
Das Hügelland der Jurukluci gehört zum Gebirgsmassiv der Plačkovica, das mit dem Berg Lisec eine maximale Meereshöhe von 1754 Metern erreicht. Das aus Granit und Marmor bestehende Gebirge der Plačkovica liegt zwischen den zwei Städten Radoviš im Süden und Vinica im Norden, die von Štip 40,5 beziehungsweise 47,8 Kilometer entfernt sind.
Das Stadtgebiet hat eine maximale Nord-Süd-Ausdehnung von 3,8 Kilometer und eine maximale West-Ost-Ausdehnung von 3,6 Kilometer. Insgesamt beläuft sich die bebaute Stadtfläche auf etwa 9 Quadratkilometer.
Die Fläche der Gemeinde (mazedonisch Opština) beläuft sich auf 583,24 Quadratkilometer. Die Bevölkerungsdichte betrug im Jahr 2002 etwa 81 Einwohner pro Quadratkilometer. Nachbargemeinden sind im Norden Probištip und Karbinci, im Osten Radoviš, im Süden Konče, Negotino und Gradsko und im Westen Lozovo und Sveti Nikole (alle im Uhrzeigersinn nacheinander).
|                       | Jan  | Feb  | Mär  | Apr  | Mai  | Jun  | Jul  | Aug  | Sep  | Okt  | Nov  | Dez  |   |       |
| Mittl. Tagesmax. (°C) | 4,5  | 8,1  | 12,7 | 18,1 | 23,2 | 27,3 | 30,1 | 30,0 | 26,2 | 19,5 | 11,9 | 6,1  | ⌀ | 18,2  |
| Mittl. Tagesmin. (°C) | −2,8 | −0,8 | 2,5  | 6,6  | 11,0 | 14,3 | 16,1 | 15,8 | 12,4 | 7,7  | 3,1  | −1,1 | ⌀ | 7,1   |
|                       |      |      |      |      |      |      |      |      |      |      |      |      |   |       |
| Niederschlag (mm)     | 30,0 | 29,0 | 33,1 | 39,9 | 57,6 | 47,3 | 37,5 | 31,7 | 31,6 | 44,0 | 52,2 | 40,3 | Σ | 474,2 |
|                       |      |      |      |      |      |      |      |      |      |      |      |      |   |       |
| Sonnenstunden (h/d)   | 2,2  | 4,0  | 5,2  | 6,6  | 7,9  | 9,2  | 10,4 | 9,9  | 8,3  | 6,1  | 3,8  | 2,6  | ⌀ | 6,4   |
|                       |      |      |      |      |      |      |      |      |      |      |      |      |   |       |
| Regentage (d)         | 5    | 5    | 6    | 6    | 7    | 6    | 4    | 4    | 4    | 5    | 6    | 7    | Σ | 65    |
|                       |      |      |      |      |      |      |      |      |      |      |      |      |   |       |
| Luftfeuchtigkeit (%)  | 80   | 75   | 68   | 63   | 63   | 59   | 53   | 54   | 59   | 68   | 78   | 82   | ⌀ | 66,8  |

| −2,8 |

| −0,8 |

| 2,5 |

| 6,6 |

| 11,0 |

| 14,3 |

| 16,1 |

| 15,8 |

| 12,4 |

| 7,7 |

| 3,1 |

| −1,1 |

| −2,8 |

| −0,8 |

| 2,5 |

| 6,6 |

| 11,0 |

| 14,3 |

| 16,1 |

| 15,8 |

| 12,4 |

| 7,7 |

| 3,1 |

| −1,1 |

## Geschichte

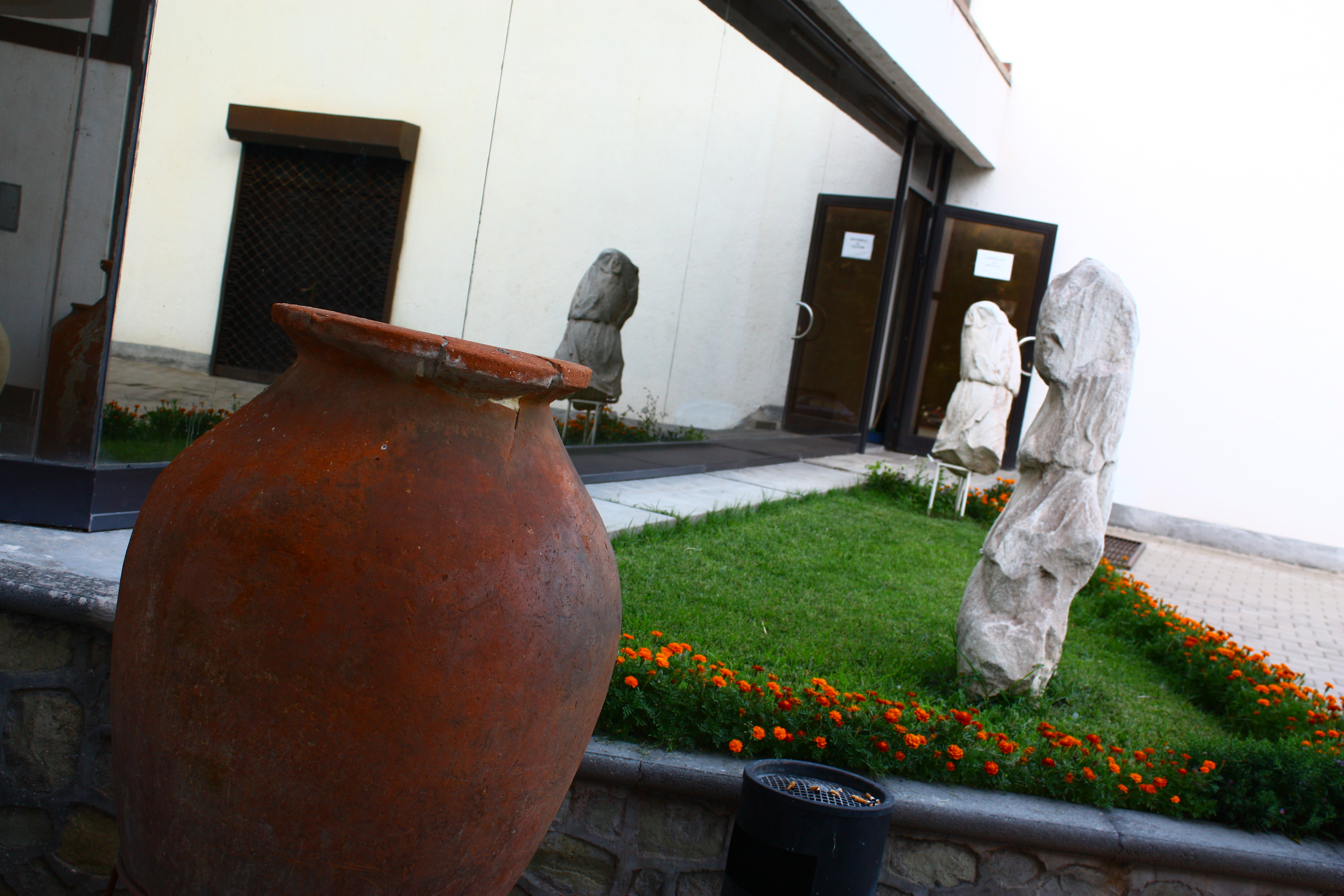
In Astibos gefundene Artefakte, ausgestellt beim Nationalmuseum

### Etymologie
Die Vorgängerin von Štip war in der Antike die Stadt Astibos. Indoeuropäisten und Albanologen sehen den heutigen Namen Štip als eine uralbanische Vermittlung des vorrömischen Astibos an.

### Antike
Astibos lag entlang einer der Via Traiana, die von Serdica über Pautalia nach Stobi führte. Unter den Byzantinern trug sie den Namen Stipion und mit der Besiedelung des Gebietes durch die Slawen schließlich Štip.

### Mittelalter
Im 8. Jahrhundert wurde Štip Teil des Ersten Bulgarischen Reichs und nach dessen Ende 1018 erneut byzantinisch. In den folgenden Jahrhunderten war die Region zwischen dem bulgarischen, byzantinischen und serbischen Reich umstritten, jedoch konnten sich auch lokale Herrscher behaupten. So wurde sie im 14. Jahrhundert unter Konstantin Dragaš Teil seines Despotats Welbaschd und nach der Schlacht an der Mariza im Jahr 1371, als Konstantin Vasall der Osmanen wurde, osmanisch.

### Osmanische Periode (14. bis 20. Jahrhundert)
In den nachfolgenden Jahrhunderten nannten die Osmanen die Stadt İştip und sie gehörte administrativ zum Sandschak von Kjustendil. Zu dieser Zeit siedelten sich einige Yörük-Familien an, jedoch blieb die Stadt mit einer mehrheitlichen christlichen Bevölkerung. Mit der Eroberung wurde unter anderem die mittelalterliche Kirche des Erzengels Michael in eine Moschee umgewandelt. Andere Kirchengebäude blieben jedoch bestehen.
Eine Beschreibung İştibs aus der hochosmanischen Zeit (16./17. Jahrhundert), findet sich im „Reisebuch“ (Seyahatnâme) des osmanischen Reisenden Evliya Çelebi. Er vermerkte, dass die Stadt regionales Handelszentrum sei und in den 450 Läden vor allem Handel mit Milch- und Fleischprodukten sowie Wolle betrieben wird. Nach Çelebi existierten in İştip noch ein Einkaufhaus (Bezestān), zwei öffentliche Bäder und einigen Karawansereien.
Im Großen Türkenkrieg (1683–1699) wurde İştib von österreichisch-ungarischen Truppen eingenommen. Im 19. Jahrhundert besuchte der deutsche Wissenschaftler Ami Boué die Stadt. Laut Boué war sie ein blühendes Handels- und Handwerkszentrum, in dem zwischen 15.–20.000 bulgarische und türkische Einwohner lebten. Auch eine jüdische Gemeinde existierte zu dieser Zeit.

### Bulgarische Nationalbewegung

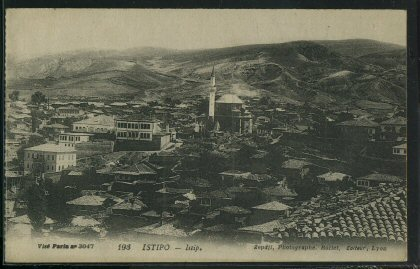
Štip Ende des 19. Jahrhunderts

Nach der Errichtung des Bulgarischen Exarchats 1870 gehörte Štip zur Eparchie Kjustendil in der Diözese Newrokop. In der darauf folgenden Zeit existierten zwei bulgarische Grundschulen und ein Gymnasium. Um 1894 stieg die Bevölkerung auf ca. 20.900 an, 10,900 davon waren Bulgaren, 8.700 Türken, 800 Juden und 500 Roma. Um 1900 kam es in Štip zur Gründung eines revolutionären Komitees der BMARK. Die bergige Region um Štip bot nicht nur Schutz für Kämpfer der Organisation, durch sie führten auch wichtige Verbindungsrouten der BMARK. Am 21. November führte die BMARK ein Attentat in Štip aus. Dabei starb eine Person und weitere wurden verletzt. Bei den darauf folgenden Pogromen auf die bulgarische Bevölkerung starben 20 Personen und über 300 wurden verletzt.

### 20. Jahrhundert
Nach sechshundertjähriger Zugehörigkeit zum Osmanischen Reich wurde Štip von der bulgarischen Armee im Zuge der Balkankriege 1912/13 eingenommen. Während des Krieges beteiligten sich 434 Einwohner der Stadt am Makedonien-Adrianopel-Freiwilligen-Korps der bulgarischen Armee. Infolge des Friedensvertrages von Bukarest fiel es 1913 an Serbien. In der Folge war Štip ein Zentrum der bulgarischen anti-serbischen Bewegung. 1927 wurde hier der serbischen Brigadegeneral Mihajlo V. Kovačević durch die IMRO ermordet. 
Während des Ersten und Zweiten Weltkrieges wurde die Stadt erneut bulgarisch. Am 6. April 1941 wurde die Stadt bombardiert. Nach dem Zweiten Weltkrieg wurde Štip Teil der jugoslawischen sozialistischen Teilrepublik Mazedonien, seit 1992 gehört die Stadt zum unabhängigen Mazedonien.

### Einwohnerentwicklung
Laut der Volkszählung von 2002 hat die Gemeinde Štip 47.796 Einwohner. 43.652 davon lebten in Štip allein. Neben Mazedoniern (87,2 %) bestand die Bevölkerung auch aus Roma (4,6 %), Aromunen (4,3 %) und Türken (2,7 %). Die Mehrheit bekennt sich zum orthodoxen Christentum.

## Stadtbild

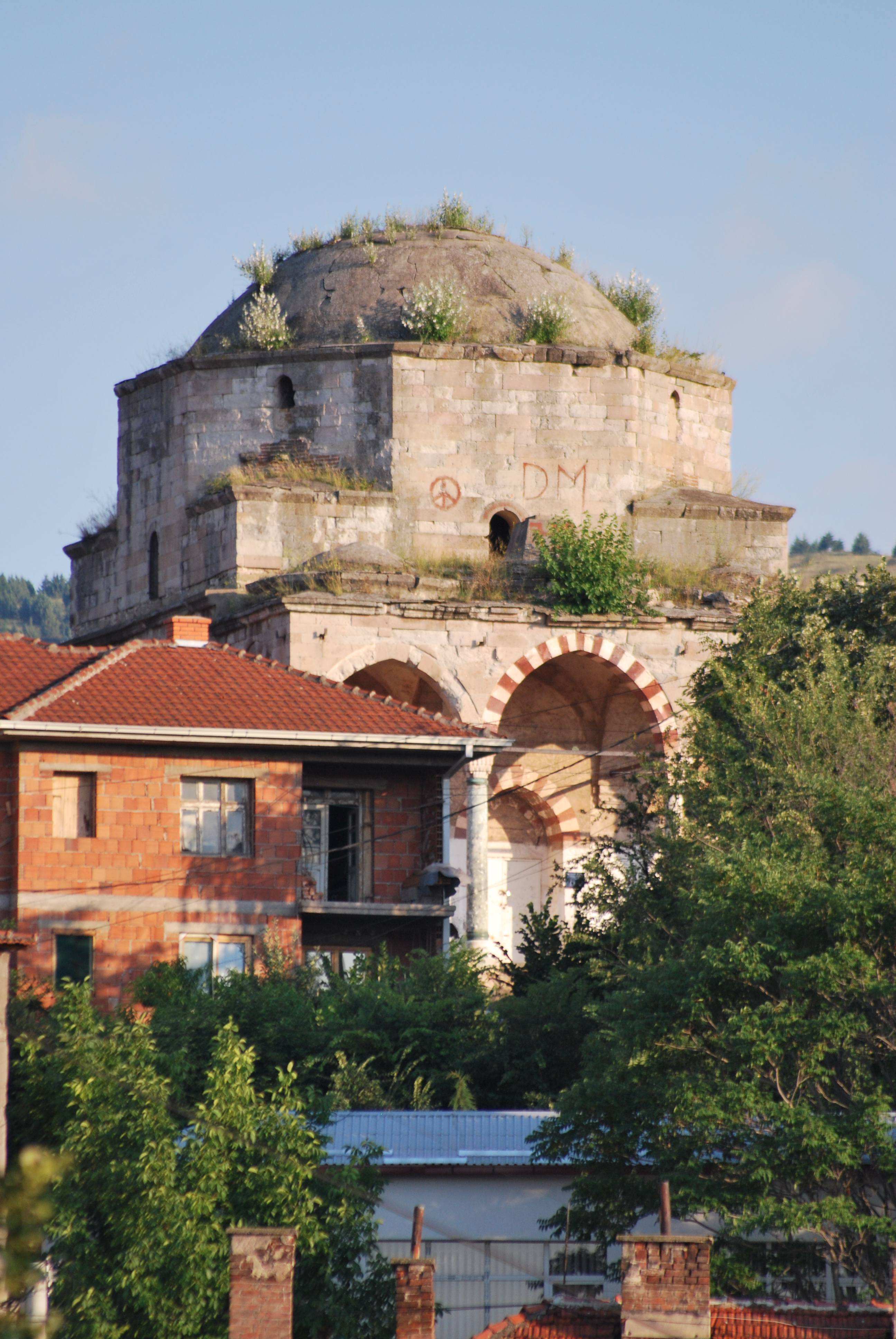
Ruinen der Hüsameddin-Pascha-Moschee in der Altstadt

Durch die lange osmanische Herrschaft wurde das Stadtbild von Štip stark geprägt. Es entstanden ganze Viertel von typisch osmanischen Bürgerhäusern, Moscheen, Tekken, gepflasterte Straßen und Gassen, lange Steinbogenbrücken, Madrasas und Karawansereien. Doch der slawische Charakter wurde nicht vollständig verloren und verstärkte sich sogar während der bulgarischen Nationalbewegung im 19. Jahrhundert. Es wurden architektonisch neue Gebäude erbaut, die auch heute noch viele Quartiere, Straßen und Boulevards prägen.
Wahrzeichen der Stadt ist die Hügelfestung Isar, die sich westlich der Altstadt anschließt. Sie bietet neben einer Rundumsicht, einigen Bruchstücken der 19 Meter hohen Festungsmauer auch einige mittelalterliche Kirchen aus dem 14. Jahrhundert. Die Ruinen der antiken Stadt Astibos befinden sich ebenfalls auf dem Hügel Isar.

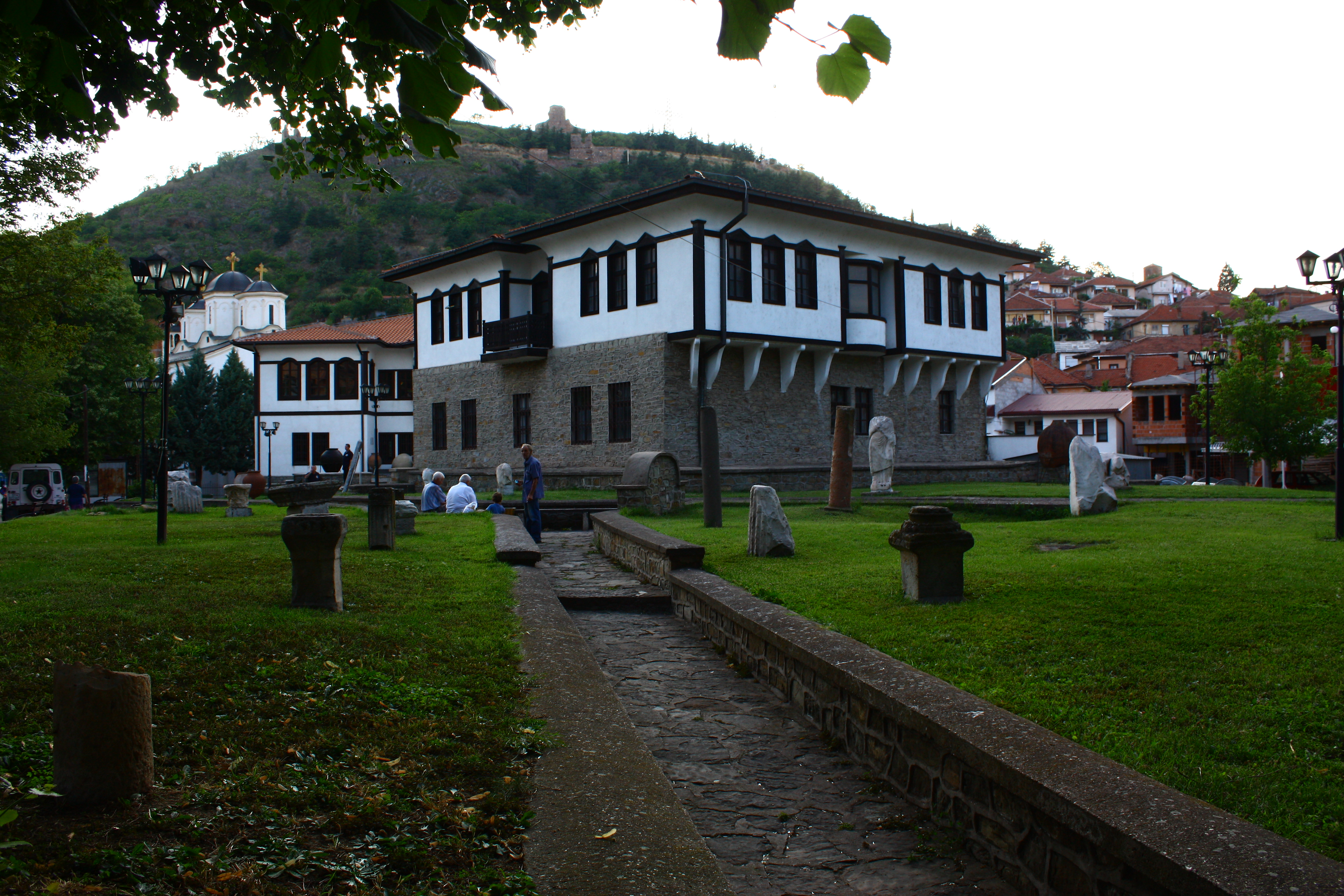
Das Nationalmuseum

Die osmanisch geprägte Altstadt besitzt einige Sehenswürdigkeiten, die auch zu den Wahrzeichen von Štip zählen. Dazu zählt vor allem der Uhrturm (Sahat-Kula) aus dem Jahr 1650. Eine weitere osmanische Sehenswürdigkeit ist der Besistan, der bedeckte, ehemalige Markt aus dem 16. oder 17. Jahrhundert, der vollständig aus Stein besteht. Heute ist darin die Kunstgalerie untergebracht. Ebenfalls in der Altstadt gelegen ist das Nationalmuseum der Stadt. Das Gebäude ist im typisch osmanischen Architekturstil erbaut und beherbergt eine große Sammlung historischer, künstlerischer und kultureller Artefakte aus der Region um Štip. Die osmanische Steinbogenbrücke (mazedonisch Kamen Most) umspannt die Bregalnica und verbindet die östliche mit der westlichen Stadthälfte. Obschon im Jahr 1672 erbaut wird sie noch heute vom täglichen Stadtverkehr benutzt.
Westlich der Bregalnica im Norden der Stadt liegt das Industriezentrum sowie ein Stützpunkt der nordmazedonischen Armee.

## Wirtschaft
Während der jugoslawischen Ära war Štip Zentrum der Textilindustrie im Staatenbund. Auch heute ist der größte Teil der Beschäftigten in der Industrie tätig, obschon die Produktion nach der Unabhängigkeit des Landes rapide abgenommen hat und viele Arbeiter entlassen wurden.
In der Hochebene Ovče Pole spielt die Landwirtschaft eine wichtige Rolle. Die hier erzeugten Produkte werden landesweit verkauft.
Es existiert eine 208 Hektar große Technological Industrial Development Zone.

## Verkehr
Der Bahnhof von Štip liegt an der Bahnstrecke Veles–Kočani. Hier hält im Personenverkehr ausschließlich das täglich verkehrende Zugpaar zwischen Skopje und Kočani.

## Söhne und Töchter der Stadt
- Josif Kowatschew (1839–1898), bulgarischer Aufklärer, Pädagoge, Politiker; von 1886 bis 1887 Bürgermeister der bulgarischen Hauptstadt Sofia
- Ljubomir Miletitsch (1863–1937), bulgarischer Sprachwissenschaftler und Publizist
- Mische Razwigorow (1873–1907), bulgarischer Revolutionär
- Aleksandar Balabanow (1879–1955), bulgarischer Literatur- und Sprachwissenschaftler
- Todor Aleksandrow (1881–1924), bulgarischer Wojwode und Widerstandskämpfer in Makedonien, Gründer der Inneren Makedonischen Revolutionären Organisation (IMRO)
- Todor Pawlow (1890–1977), bulgarischer Politiker und Philosoph
- Iwan Michajlow (1896–1990), langjähriger Anführer der Inneren Makedonischen Revolutionären Organisation
- Ljupčo Arsov (1910–1986), Politiker
- Kiro Gligorov (1917–2012), jugoslawischer und mazedonischer Politiker sowie erster Präsident der unabhängigen Republik Mazedonien
- Aleksandar Grličkov (1923–1989), Politiker
- Aco Šopov (1923–1982), mazedonischer Dichter
- Nikola Kljusev (1927–2008), mazedonischer Ökonom und Politiker
- Dragoslav Šekularac (1937–2019), jugoslawischer Fußballspieler und -trainer
- Simjon Simev (* 1949), mazedonischer Dichter, Essayist und Journalist
- Ljupčo Jordanovski (1953–2010), mazedonischer Seismologe und Politiker
- Ljubčo Georgievski (* 1966), Lyriker und Politiker; von 1998 bis 2002 Ministerpräsident Mazedoniens
- Ana Durlovski (* 1978), mazedonische Opernsängerin (Koloratursopran)
- Vlatko Mitkov (* 1981), mazedonischer Handballspieler
- Riste Naumov (* 1981), mazedonischer Fußballspieler
- Roberto Stajev (* 1995), nordmazedonisch-italienischer Fußballspieler
- Bojan Miovski (* 1999), nordmazedonischer Fußballspieler